# Carl Ussing
Carl Theodor Ussing, född den 22 april 1857, död den 22 juni 1934, var en dansk rättslärd, son till W.J.A. Ussing.
Ussing blev juris kandidat 1880, förvärvade 1884 doktorsgraden med avhandlingen Anders Sandøe Ørsted som retslærd. Han blev 1891 assessor i kriminalrätt, övergick 1905 till Landsoverretten samt blev dennas ordförande (justitiarius) 1910. 1910-20 var Ussing ordförande i den fasta förlikningskommissionen i stridigheter mellan arbetsgivare och arbetstagare och sedan 1914 direktör för Nationalbanken. Han var 1903-07 verksam ledamot av nykterhetskommittén.